# Escuadrón Suicida
El Escuadrón Suicida (en inglés Suicide Squad) es el nombre de un equipo ficticio de supervillanos que aparece en los cómics estadounidenses publicados por DC Comics. La primera versión de Escuadrón Suicida debutó en The Brave and the Bold # 25 (septiembre de 1959) y la segunda versión moderna, creada por John Ostrander, debutó en Legends # 3 (enero de 1987). Uno de los dos equipos salva al mundo de una amenazante carrera de salvajes.
La encarnación moderna del Escuadrón Suicida es la Fuerza Especial X, un equipo de supervillanos encarcelados que realizan misiones secretas a cambio de penas de prisión reducidas. El nombre del Escuadrón Suicida alude a la naturaleza peligrosa de sus misiones. El equipo tiene su base en la Penitenciaría Belle Reve bajo la dirección de Amanda Waller.
Varias encarnaciones del Escuadrón Suicida han existido a lo largo de los años, como se muestra en varias series de cómics homónimo, desde sus orígenes en la Edad de plata hasta su reimaginación actual posterior a la crisis, a la versión actual que se introdujo en 2016 en Reinicio de DC reinicio de continuidad. La encarnación actual del equipo aparece en el quinto volumen de la serie de cómics Suicide Squad, y los miembros recurrentes incluyen Capitán Bumerang, Deadshot, Encantadora, Harley Quinn, Katana y Killer Croc.
El grupo ha aparecido en varias adaptaciones, incluidas series de televisión y un largometraje homónimo de 2016.

## Historia
Durante la Segunda Guerra Mundial, un grupo de soldados indisciplinados e irrespetuosos se reunió para combatir y cumplir en misiones encubiertas para el gobierno de los Estados Unidos. El equipo original pasó gran parte de su período de servicio en la Isla de los Dinosaurios. Estos soldados (considerados desechables) fueron apodados el Escuadrón Suicida.
Más tarde, durante la guerra, otro equipo fue montado y dirigido por el capitán Richard Montgomery Flag. En su primera misión, Flag fue el único superviviente y volvió a reactivar al Escuadrón Suicida como un cuarteto de aventureros sin superpoderes que enfrentaban a oponentes que si tenían habilidades sobrehumanas. Luego, en Secret Origins Annual #1, se estableció que el equipo, en su encarnación más temprana, se formó expresamente para combatir a una amenaza monstruosa y como reemplazo de la Sociedad de la Justicia de América, cuyos miembros se habían retirado en su mayoría a raíz de acusaciones injustas durante la era de McCarthy. En la última misión del equipo, Evans muere y Bright es capturado por las fuerzas de la Unión Soviética y se transforma en el monstruo biónico "Koshchei". Grace y Flag se separan, a pesar de que ella esperaba un hijo de él (en secreto). Bright utilizó su experiencia en ingeniería para ayudar en la creación de la "Brigada de los Red Rocket" y echó una mano a la nación de Qurac en el montaje de su equipo metahumano, Yihad. Grace secretamente dio el hijo de Rick a una familia adoptiva. Después, Rick fue enviado para infiltrarse en los Héroes Olvidados como espía para el gobierno. Finalmente, Flag se sacrificó para detener al némesis de los antiguos Blackhawks, * Shiva

### Miembros a partir de "The Brave and the Bold"[4]
- Jess Bright
- Dr. Hugh Evans
- Rick Flag
- Karin Grace

### Segundo Escuadrón (Post-Crisis)
La segunda encarnación de ese escuadrón suicida son un grupo de supervillanos contratados por el gobierno para llevar a cabo misiones que eran catalogadas como un suicidio por lo compleja de las mismas. Ellos fueron emparejados con frecuencia junto con la agencia gubernamental Jaquemate, lo que culminó en el crossover Jano Directiva. Estos villanos estaban de acuerdo en asumir las misiones para el Escuadrón Suicida, a cambio de conmutar sus condenas. Aunque el equipo tuvo éxito en la mayoría de sus misiones, a menudo había fallos o la muerte de uno o más miembros. Miembros no presos como Némesis y Nocturna participan en el equipo como parte de acuerdos individuales.
Para impedir que los miembros se escaparan en el campo, los prisioneros estaban encadenados con una pulsera explosiva que detona a una cierta distancia del líder de campo, quien era típicamente Rick Flag quien llevaba un control remoto para detonar o desactivar las pulseras si lo deseaba. El artista marcial llamado Bronze Tiger actúa como una medida disciplinaria y más tarde, tras la muerte de Rick Flag, como líder de campo del equipo. El grupo está a cargo de Amanda Waller, aunque a veces actúa encubierta, especialmente después de que la existencia del Escuadrón Suicida se hiciera pública. Finalmente, el Escuadrón Suicida se separa del control del gobierno y se convierte en una organización independiente.
La primera misión del Suicide Squad es en contra de sus enemigos recurrentes, Yihad. Se infiltran en su sede (la fortaleza Jotunheim, en Qurac) y proceden a matar a la mayoría de los miembros de Onslaught. En este suceso se puso de manifiesto la muerte de Mindboggler, la naturaleza cobarde y traicionera del Capitán Boomerang, la atracción de Nocturna sobre Rick Flag Jr., una rivalidad entre Rustam y Rick y la derrota de Ravan a manos de Bronze Tiger. Por orden de Derek Tolliver, el Escuadrón Suicida se le envía a Moscú a fin de liberar al cautivo Trigorin Zoya, un escritor revolucionario. Se enfrentan cara a cara con los "Héroes del Pueblo", un grupo ruso de metahumanos. En el conflicto, Trigorin muere y Némesis (Tom Tresser) es capturado. Nemesis finalmente se escapa gracias a una colaboración entre el Escuadrón Suicida y la Liga de la Justicia Internacional, aunque los dos equipos luchan entre sí inicialmente. Este conflicto es principalmente el resultado de la investigación de Batman en el Escuadrón Suicida y su confrontación con Waller.
Posteriormente Rick Flag Jr va a por el senador Cray con el fin de asesinarlo. Previamente, el senador Cray había chantajeado a Amanda Waller, a fin de garantizar su reelección, Cray amenazó con exponder al Escuadrón Suicida al público, algo potencialmente peligroso para la existencia del Escuadrón y de la carrera de Waller. Con el fin de detenerlo, El escuadrón envía a Deadshot a enfrentar a Flag poco antes de que pueda disparar Cray, pero demasiado tarde para impedir el asesinato, Tolliver muere en Suicide Squad (vol. 1) #21. En lugar de desarmar o matar a Flag, Deadshot opta por matar a Cray. En su entender mantiene la declaración de la misión: impedir el asesinato de Cray a manos de Flag. Contra las intenciones de Flag Jr., el Escuadrón Suicida se expone al público. Como resultado de la exposición, Amanda Waller es sustituida por un hombre llamado Jack Kale, de hecho, un actor, trabajando como una cubierta para que Waller pueda seguir coordinando al escuadrón.
En Suicide Squad (vol.1) #66 Waller disuelve al Escuadrón Suicida. Sin embargo, Waller reúne al Escuadrón de nuevo en Chase #2 (marzo de 1998). Lo conforman Bolt, Sledge, Killer Frost y Copperhead quienes cumplen una misión a América del Sur. Los superhéroes Halcón y Paloma (Sasha Martens y Wolverman Wiley) enfrentan a un nuevo Escuadrón Suicida.
Más adelante, Lex Luthor, organiza otro Escuadrón Suicida durante su mandato como Presidente de los Estados Unidos para que puedan liberar a Doomsday y enfrentar a Imperiex. Esta versión del equipo fue dirigida por Black Manchester, bajo la supervisión de Steel. Doomsday aparentemente mata a la mayoría de la Brigada después de su liberación. Luego el Coronel Computron desertó del equipo y trató de contactar con Jaquemate. Fue asesinado por agentes de Amanda Waller poco después.
Batman reúne un nuevo equipo de The Outsiders para infiltrarse en el mundo del hampa cuando la desaparición de los villanos se vuelve más y más preocupante. En Suicide Squad Vol.2 #2 (noviembre de 2007) Rick Flag vuelve al servicio activo en el Escuadrón. Ha sobrevivido a su aparente muerte en Bialya al ser transportado al mundo de Skartaris junto con su enemigo Rustam. Finalmente es rescatado por el Escuadrón. Flag es recibido con dos noticias impactantes. La primera es que su antiguo empleador y némesis General Wade Eiling había transferido su mente al cuerpo del villano Shaggy. La segunda es que Rick Flag Jr. era un impostor. Eiling había implantado la falsa identidad de Rick Flag Jr. en su mente momento antes de la contratación. Eiling también revela que él había plantado una sugerencia post-hipnótica en la mente de Flag, que lo hace en última instancia, leal a Eiling. Eiling tenía la intención de matar a Waller y tomar el control del grupo.
En Blackest Night, varios fallecidos reanimados como Linternas negros eran miembros del Escuadrón. El violinista revive como un Linterna Negro y viaja a Belle Reve, buscando vengarse de Deadshot, el hombre que lo mató cuando él era un miembro de los Seis Secretos. Los seis han sido atraídos a Belle Reve por Amanda Waller en un intento por sacarlos del mapa y adjuntar a Deadshot a la organización del Escuadrón Suicida. La integrante del escuadrón, Yasemin, es asesinada por Deadshot y posteriormente resucitada como un Linterna Negro.

#### Miembros bajo Amanda Waller
- Amanda Waller
- Bane
- Black Guard
- Black Manta
- Black Orchid
- Black Spider
- Bronze Tiger
- Capitán Bumerang
- Captain Cold
- Coronel Flag
- Catalyst
- Count Vertigo
- Copperhead
- Deadshot
- Deathstroke
- Duchess
- El Diablo
- Enchantress
- Enforcer
- Firehawk
- Javelin
- Jewelee
- Katana
- Killer croc
- Killer Frost
- King Shark
- Knockout
- Major Victory
- Manhunter
- Mindboggler
- Multiplex
- Nightshade
- Oracle
- Outlaw
- Parasite
- Penguin
- Plastique
- Poison Ivy
- Professor Pyg
- Savant
- Shrike
- Sidearm
- Silver Swan
- Sledge
- Slipknot
- Sportsmaster
- Stalnoivolk
- Star Sapphire
- The Thinker
- Vixen
- Voltaic
- Harley Quinn
- Icicle Jr
- Weasel
- Bloodsport

#### Miembros bajo Frank Rock y Bulldozer
- Blackstarr
- Chemo
- Clock King
- Mirror Master
- Big Sir
- Havana
- Larvanaut
- Major Disaster
- Multi-Man
- Plasmus
- Reactron
- Shrapnel
- Solomon Grundy
- Cluemaster
- Eliza
- Modem
- Putty

### Reinicio del Universo DC
Tras los acontecimientos de Flashpoint, todo el Universo DC se reinicia provocando pequeños y grandes cambios a través de la totalidad de todos sus personajes. Una nueva encarnación más moderna del Escuadrón Suicida ha sido formado por:
- Deathstroke
- Harley Quinn
- Capitán Bumerang
- Bane
- Black Manta
- Poison ivy
- Deadshot
- El Diablo
- King Shark
- Killer Frost

## En otros medios

### Televisión

#### Animación
- El escuadrón aparece en la Liga de la Justicia Ilimitada.[11] El grupo se menciona por primera vez en "Ultimatum", donde Amanda Waller le dice a Maxwell Lord que encuentre el Ultimen antes de llamar al "Escuadrón". En el episodio "Task Force X". El comandante de campo Rick Flag Jr. recluta a Capitán Boomerang, Deadshot, Plastique y Clock King (que cumple el rol de soporte de radio de Oracle aquí) para una misión para apropiarse del autómata Annihilator de la Atalaya de la Liga de la Justicia en nombre del Proyecto Cadmus. El equipo ataca la Watchtower durante su punto más débil cuando hay un número mínimo de superhumanos en servicio. Derrotan a Atom Smasher, Vigilante y Shining Knight con facilidad y solo tienen problemas cuando se encuentran con Detective Marciano y Capitán Átomo. El equipo tiene éxito, pero Plastique resulta gravemente herida en el proceso. Según los productores de la serie, este episodio fue el resultado de darse cuenta de que la organización del Proyecto Cadmus necesitaba una victoria sólida para consolidarse como una amenaza creíble.
- Task Force X aparece en el episodio "Leverage" de Young Justice. Mientras Amanda Waller dirige el Escuadrón Suicida que opera desde Belle Reve, sus miembros consisten en Flagg, Black Manta, Capitán Boomerang y Monsieur Mallah. En la obra de audio "The Prize", Brick y Tuppence Terror de los Terror Twins se han unido al equipo desde entonces.
- El Escuadrón Suicida hace un cameo en el episodio de Harley Quinn, "Harlivy", compuesto por el Capitán Boomerang, Killer Croc, Enchantress, Deadshot y Katana como el "equipo A" y Plastique como miembro menor.
- Task Force X aparece en Mis aventuras con Superman,[12]compuesto por Livewire, Intergang, Dr. Anthony Ivo / Parasite y Heat Wave, quienes usan collares de choque y trabajan para la organización gubernamental del mismo nombre, siendo dirigida por Amanda Waller y Sam Lane. En la temporada 2, el nuevo grupo consiste en Deathstroke, Alex 'Lex' Luthor (científico principal),  Damage y Atomic Skull, siendo dirigido únicamente por Amanda Waller.
- El Escuadrón Suicida aparecerá en Escuadrón Suicida Isekai,[13]compuesto por Harley Quinn, Deadshot, Peacemaker, Clayface, Rey Tiburón y Katana.[14]

#### Acción en vivo
- En la novena temporada de Smallville, en el episodio "Absolute Justice", el Escuadrón Suicida es mencionado directamente por Amanda Waller. Al final de este episodio, ella le dispara a Icicle, quien intentaba renunciar a trabajar con ella. El final del episodio también revela que Tess Mercer es una agente de Checkmate. El Escuadrón Suicida es mostrado en pleno en la décima temporada de. Los miembros que aparecen incluyen a Rick Flag, Deadshot (Floyd Lawton), Plastique (Bette Sans Souci) y Warp (Emil LaSalle). Se revela que el escuadrón trabaja ahora para Chloe Sullivan.
- En el capítulo 2x16 de la serie Arrow que se titula "Suicide Squad" (escuadrón suicida) aparecen Bronze Tiger, Shrapnel, Deadshot, Lyla Michaels, John Diggle y Waller como miembros del equipo. También Harley Quinn es parte del escuadrón, pero solo se le ve de espaldas.

### Películas

#### Animación
- Rick Flag aparece en la película animada Justice League: The New Frontier, de la adaptación de la serie DC: The New Frontier de Darwyn Cooke. El Escuadrón en sí no es mostrado en la historia, solo quedan Flag y Hal Jordan.
- El Escuadrón apareció en la película "Batman: Assault on Arkham", como el foco principal de la película. La alineación consta de Deadshot, Harley Quinn, Rey Tiburón, Killer Frost, Capitán Boomerang, Araña Negra y KGBestia, mientras que Amanda Waller monitorea sus actividades y controla cada uno de sus movimientos con bombas implantadas quirúrgicamente en todas sus espinas que explotarán si intentan escapar. KGBestia fue asesinado como un ejemplo de la afirmación de Amanda Waller cuando pensó que estaba fanfarroneando. Finalmente se revela que Riddler una vez también fue parte del escuadrón. El conocimiento de Riddler sobre cómo desactivar las bombas de Waller hizo que se convirtiera en un objetivo de Waller, quien envía al Escuadrón tras él. A lo largo de la película, Araña Negra y Rey Tiburón mueren a través de las bombas antes de que puedan desactivarse, Harley Quinn finalmente se vuelve a encerrar en Arkham (como se ve en Batman: Arkham Asylum), el Capitán Boomerang se queda en los terrenos de Arkham y capturado nuevamente por el GCPD y Deadshot escapa e intenta golpear a Waller, mientras que el destino de Killer Frost sigue siendo desconocido.
- El Escuadrón Suicida aparece en películas ambientadas en el Universo de Películas Animadas de DC (DCAMU):
  - El equipo aparece en Suicide Squad: Hell to Pay. Como en Batman: Assault on Arkham, Amanda Waller monitorea sus actividades y controla cada uno de sus movimientos con bombas implantadas quirúrgicamente en todas sus espinas que explotarán si intentan rebelarse o escapar. Los personajes que aparecerán en el equipo son Deadshot, Harley Quinn, Capitán Boomerang, Tigre de Bronce, Killer Frost y Copperhead. Manta Negra, Conde Vértigo y Punch y Jewelee aparecen como miembros del Escuadrón en la apertura de la película hasta que Punch fue asesinado por el Conde Vértigo y Jewelee durante una misión para recuperar una unidad flash que contiene información filtrada de Tobias Whale. Esto hace que Waller detone la bomba que está en Conde Vértigo mientras Jewelee es asesinado por Deadshot. Tres años después, Task Force X se vuelve a montar con el Capitán Boomerang, Tigre de Bronce, Killer Frost, Harley Quinn y Copperhead como parte de una misión para recuperar la tarjeta robada "Get Out of Hell Free". Al final de la película, Deadshot, Capitán Boomerang y Harley Quinn son los miembros sobrevivientes. Copperhead muere cuando Amanda Waller detonó la bomba en su columna vertebral, Killer Frost fue atrapada en la explosión por la bomba de Copperhead y Tigre de Bronce es brutalmente cortado por el Profesor Zoom y fue enviado al cielo cuando Deadshot colocó la tarjeta "Sal del infierno libre" en sus manos.
  - El Escuadrón Suicida aparece en Justice League Dark: Apokolips War. Tras la muerte de Amanda Waller, el grupo ahora está dirigido por Harley Quinn y está formado por el Capitán Boomerang, Rey Tiburón, Manta Negra, Bane y Cheetah. Después de que Darkseid y sus fuerzas conquistan con éxito la Tierra, el escuadrón se refugia en la Isla Stryker. Dos años después, ellos son reclutados por Lois Lane para ayudarla a ella y a Clark Kent en un esfuerzo por derrotar a Darkseid y destruir Apokolips. El grupo asalta LexCorp para que el equipo de Kent pueda llegar a Apokolips a través del Boom Tube de Lex Luthor antes de que el escuadrón se quede atrás con Lane y Luthor para defender el Boom Tube de los Paradooms de Darkseid. Después de que Cheetah, Luthor, Bane y Manta son asesinados, los miembros restantes y Lane se sacrifican para evitar que los Paradooms lleguen a Apokolips.
- El equipo se menciona en The Lego Batman Movie.

#### Acción en vivo
Dos versiones del pelotón del suicidio aparecen en el DC Extended Universe, haciendo su debut en Escuadrón Suicida de David Ayer.
- En febrero de 2009, Warner Bros. contrató a Justin Marks para adaptar Suicide Squad con Dan Lin como productor.[15] Siendo la tercera película del Universo extendido de DC.[16] David Ayer fue anunciado como el director en septiembre de 2014.[17] Al mes siguiente, The Hollywood Reporter reportó que los actores Will Smith y Tom Hardy, estuvieron negociando con DC.[18][19] El 10 de noviembre, se reveló que Margot Robbie fue contratada como Harley Quinn.[20] Jared Leto estaba siendo considerado para Joker y Jai Courtney fue considerado para Deadshot aunque The Hollywood Reporter y Deadline afirmaron que el papel de Courtney aún no había sido confirmado y que no podría participar en la película.[21][22][23][24] La película comenzará a filmar en Toronto de medianos de abril a septiembre y esta agendada para estrenarse el 5 de agosto de 2016.[24][25] En diciembre de 2014, el reparto de la película fue anunciado. En adición de la confirmación de Will Smith como Deadshot, Jared Leto como Joker, Margot Robbie como Harley Quinn, Joel Kinnaman como Rick Flag y Jai Courtney como Capitán Boomerang, se reveló que la modelo Cara Delevingne había sido contratada como la Encantadora. Oprah Winfrey, Viola Davis y Octavia Spencer están siendo consideradas para el papel de Amanda Waller, mientras Jesse Eisenberg podría repetir su papel como Lex Luthor de Batman v Superman: Dawn of Justice.[26] En enero de 2015, Warner Bros confirmó que Tom Hardy abandonó el papel de Rick Flag, siendo su sustituto Joel Kinnaman. El tráiler de esta película fue revelado el 13 de julio de 2015 por la Warner Bros en su canal de Youtube. En 2016, se estrenó la película en la que se ve a Harley y compañía en acción. Destaca el papel de Joker, interpretado por Jared Leto, que recuerda poderosamente al que brindó Morrison y Tony Daniel, durante su etapa de Batman.[27]

- Una secuela / reinicio suave titulado The Suicide Squad, se lanzará el 6 de agosto de 2021 con James Gunn escribiendo el guion y la dirección.[28] Robbie, Davis, Kinnaman y Courtney volverán a interpretar sus papeles de la película anterior y se les unirán Idris Elba como Robert DuBois / Bloodsport, John Cena como Christopher Smith / Peacemaker, Peter Capaldi como Clifford DeVoe / Pensador, Alice Braga como Sol Soria, David Dastmalchian como Abner Krill / Polka-Dot Man, Michael Rooker como Brian Durlin / Savant, Nathan Fillion como Floyd "TDK" Belkin / Arm-Fall-Off-Boy, Daniela Melchior como Ratcatcher 2, Sylvester Stallone como la voz de Rey Tiburón, Sean Gunn como John Monroe / Comadreja, Joaquín Cosío como el Mayor General Mateo, Juan Diego Botto como el Presidente General Luna con Taika Waititi en un rol no revelado.[29][30][31]

### Videojuegos

#### Lego Batman
- Un paquete de contenido descargable en Lego Batman 3: Beyond Gotham presenta las nuevas 52 versiones de Escuadrón Suicida como personajes. Nombrado "The Squad" considerando las implicaciones de la palabra "Suicide" para el público objetivo del juego, las minifiguras del paquete incluyen a Amanda Waller, Deadshot, Harley Quinn, Capitán Boomerang, El Diablo, Rey Tiburón, Deathstroke y Katana. En el mapa DLC, Amanda Waller le ordena al Escuadrón que encuentre a la persona que se infiltró en Belle Reve. Al final de la misión, se descubrió que Killer Moth se había infiltrado en Belle Reve como parte de un plan para exponer la existencia del Escuadrón y fue derrotado por el Escuadrón.
- El Escuadrón Suicida aparece en Lego DC Super-Villains. En la historia del juego, Catwoman planea enviar a Killer Frost y al novato a Belle Reve para ver si los conocidos de la Fuerza de Tarea X de Harley Quinn conocen su paradero. Con Deadshot y el Capitán Boomerang a cuestas, el grupo recién formado se dirige a los Jardines Botánicos de Gotham para recuperar a Harley. Al llegar, el Capitán Boomerang corta algunas enredaderas, haciendo que Hiedra Venenosa se enfurezca. Se produce una batalla, hasta que Catwoman interviene y le revelan sus intenciones a Harley, quien es rápidamente llevada por Deathstorm y Grid, aunque deja caer el artefacto que encontró el Joker durante el robo de Wayne Tech. El grupo se apresura a rescatar a Harley, y ella escapa con Ivy, Deadshot y el novato mientras Killer Frost y Catwoman mantienen a raya al Sindicato del Crimen.[32]

#### Batman: Arkham
- En la escena poscréditos de Batman: Arkham Origins, Amanda Waller visita a Deathstroke en la Penitenciaría Blackgate y le pide que se una al Escuadrón Suicida a cambio de su libertad.[33]
- En la escena poscréditos de Batman: Arkham Origins Blackgate, se muestra a Amanda Waller y Rick Flag Jr. reclutando a Tigre de Bronce y Deadshot en el Escuadrón.[33]
- En 2020, Rocksteady Studios, los desarrolladores de la serie Batman: Arkham, anunciaron que estaban desarrollando un nuevo juego centrado en el equipo, titulado Suicide Squad: Kill the Justice League. El anuncio fue acompañado por una imagen teaser del logo del juego en el estilo de una mira dirigida a Superman. El juego se dio a conocer por completo durante el evento en línea DC FanDome el 22 de agosto de 2020.[34]

#### Otros juegos
- El escritor y editor de DC Geoff Johns, ha confirmado el desarrollo de un videojuego basado en el Escuadrón Suicida de 2016, se lanzó en dispositivos iOS y Android en agosto de 2016.[35]
- El Escuadrón Suicida es mencionado en Injustice 2 por Harley Quinn y Deadshot, quienes comentan los buenos recuerdos que tienen con el equipo. Enchantress también menciona que no le gustaba el escuadrón cuando se unió originalmente.
- El Escuadrón Suicida, aunque no se menciona por su nombre, aparece en Batman: The Enemy Within. Si el Joker se convierte en un justiciero, se revela que Amanda Waller tiene exmiembros del Pacto (Harley Quinn, Bane y Catwoman) trabajando para ella, usando collares de bomba como medio de control. El grupo se usa contra Batman y Joker, aunque el primero puede negociar su liberación después de salvar a Waller del segundo.

### Serie web
El Escuadrón Suicida se menciona por primera vez en el episodio de Harley Quinn, "Ser Harley Quinn" cuando el personaje principal menciona que el Escuadrón siempre está tratando de reclutarla.